# Edward Teller

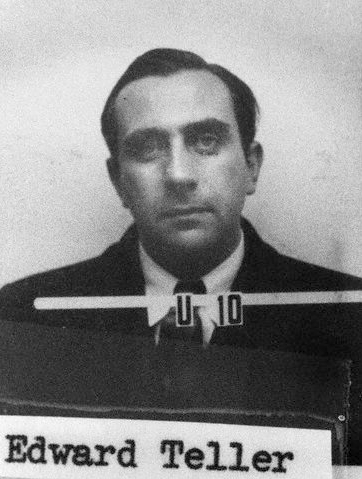
Edward Teller na fotografii z Los Alamos

Edward Teller (węg. Teller Ede, ur. 15 stycznia 1908 w Budapeszcie, zm. 9 września 2003 w Stanford) – węgiersko-amerykański fizyk jądrowy pochodzenia żydowskiego. Ekspert w zakresie broni jądrowej. W 1935 na stałe zamieszkał w Stanach Zjednoczonych. Znany jako „ojciec amerykańskiej bomby wodorowej”.

## Życiorys
W 1926 roku opuścił Węgry, gdzie obowiązywała zasada numerus clausus i wyjechał do Niemiec, gdzie skończył studia doktoranckie z dziedziny fizyki w 1930 roku na uniwersytecie w Lipsku.
Spędził dwa lata na uniwersytecie w Getyndze, po czym opuścił Niemcy w 1934 roku. Przebywał krótko w Wielkiej Brytanii, a następnie przeniósł się na rok do Kopenhagi, gdzie był uczniem Nielsa Bohra.
W roku 1935 Teller wyemigrował do Stanów Zjednoczonych. Do roku 1941 wykładał na George Washington University, gdzie spotkał George'a Gamowa. W 1942 roku Teller został włączony do prac w ramach projektu Manhattan. Podczas II wojny światowej był członkiem działu fizyki teoretycznej w Los Alamos Scientific Laboratory i gorąco popierał rozwój broni nuklearnej w postaci superbomby opartej na zasadzie syntezy jądrowej (bomby wodorowej), zamiast bomby atomowej działającej na zasadzie rozszczepienia jądra atomowego. Z powodu swojego zainteresowania bombą H, Teller odmówił udziału w pracach nad obliczeniami implozji bomby atomowej. Było to źródłem napięć z innymi badaczami i spowodowało konieczność zatrudnienia dodatkowych naukowców. W 1946 roku Teller opuścił Los Alamos, aby objąć stanowisko profesora na University of Chicago.
Po dokonaniu przez ZSRR w 1949 r. próbnej eksplozji atomowej Teller powrócił do Los Alamos w 1950 r., aby wziąć udział w programie budowy bomby wodorowej rozpoczętym przez prezydenta Trumana z inicjatywy samego Tellera. W ciągu tego roku rosła niecierpliwość Tellera w stosunku do postępów programu, co wywołało jego nalegania na zatrudnienie większej liczby teoretyków oraz zarzucanie kolegom braku wyobraźni. To jeszcze bardziej pogorszyło jego stosunki z pozostałymi badaczami. Gdy wraz ze Stanisławem Ulamem ukończył ostateczny projekt bomby H, Teller nie został wybrany szefem projektu. Opuścił Los Alamos i w 1952 r. przyłączył się do Lawrence Livermore, nowo założonego oddziału University of California Radiation Laboratory. Różnice między Tellerem i wieloma spośród jego kolegów zwiększyły się jeszcze bardziej, gdy w 1954 r. wystąpił on przeciwko Robertowi Oppenheimerowi.
W latach 1958–1960 Teller był dyrektorem Lawrence Livermore National Laboratory oraz profesorem fizyki na University of California w Berkeley. Był niestrudzonym orędownikiem silnego programu nuklearnego i przekonywał do jego testowania i rozwijania; gdy program tzw. „gwiezdnych wojen” miał zostać przerwany, Teller okazał się jednym z jego największych zwolenników.
Występował też z wieloma propozycjami pokojowego wykorzystania broni nuklearnej, jak np. projekt budowy portu na Alasce za pomocą detonacji bomby wodorowej na dnie morskim. W czasie swojej pracy dla Komisji Energii Atomowej (Atomic Energy Commission) zaproponował „projekt Chariot”, w którym bomby wodorowe miałyby zostać użyte do wygłębienia głębokowodnego portu o długości ponad mili o szerokości pół mili nieopodal złóż węgla przy Point Hope. Różne czynniki, głównie protesty Eskimosów Inupiat zamieszkujących tereny niedaleko Point Hope oraz fakt, że port byłby skuty lodem przez dziewięć miesięcy w roku, spowodowały zaniechanie projektu.
W 1975 r. przeszedł na emeryturę, otrzymał tytuł Director Emeritus nadany przez Livermore Laboratory, został także członkiem seniorem (Senior Research Fellow) w Hoover Institution.
W 1991 wyróżniony „pokojową nagrodą Ig Nobla” za „całokształt mozolnych wysiłków zmiany sposobu rozumienia przez wszystkich pojęcia pokój” (lifelong efforts to change the meaning of peace as we know it).
Teller zmarł na wylew 9 września 2003 r. w wieku 95 lat w swoim domu w kampusie uniwersyteckim w Stanford w stanie Kalifornia. Wśród wielu wyróżnień, jakie otrzymał, były:
- Nagroda Alberta Einsteina (ang. Albert Einstein Award);
- Nagroda Enrica Fermiego[2];
- Narodowy Medal Nauki (National Medal of Science).

Na dwa miesiące przed śmiercią został odznaczony przez prezydenta George’a W. Busha Prezydenckim Medalem Wolności (Presidential Medal of Freedom).

## Książki
- 1979: Energy from Heaven and Earth;
- 1980: Pursuit of Simplicity;
- 1987: Better a Shield Than a Sword;
- 1991: Conversations on the Dark Secrets of Physics;
- 2002: Memoirs.